# Malek Jaziri
Pour les articles homonymes, voir Jaziri.
Malek Jaziri (arabe : مالك الجزيري), né le 20 janvier 1984 à Bizerte, est un joueur de tennis tunisien, professionnel de 2003 à 2023.
Son meilleur classement en simple est la 42e place mondiale, obtenue le 7 janvier 2019. Il a été membre de l'équipe de Tunisie de Coupe Davis.

## Enfance et formation
Né le 20 janvier 1984 à Bizerte de parents d'origine algérienne, il est le cadet d’une fratrie de trois garçons. Il commence à jouer à l'âge de cinq ans, et rejoint à douze ans un lycée sport-études à Tunis. Grâce à une bourse, il fait quelques tournois en Europe et en Afrique. À 15-16 ans, il fait une pause de deux ans puis vient à Paris, où il suit une licence. Sans entraîneur, il s’inscrit à des petits tournois en Colombie, en Asie et en Russie.

## Carrière
En 2011, Malek Jaziri devient le premier Tunisien à jouer l'US Open. Après avoir passé les tours de qualification, il remporte son match de premier tour face au Néerlandais Thiemo de Bakker (4-6, 6-1, 6-4, 6-2). Lors du deuxième tour, il s'incline contre l'Américain Mardy Fish (6-2, 6-2, 6-4).
Le 28 mai 2012, il remporte son premier match à Roland-Garros face à l'Allemand Philipp Petzschner (6-3, 7-5, 7-6) mais perd au deuxième tour face à l'Espagnol Marcel Granollers (6-7, 6-3, 1-6, 6-3, 5-7). Le 26 juin 2012, il remporte son premier match à Wimbledon face à l'Estonien Jürgen Zopp (4-6, 4-6, 6-3, 6-4, 9-7) puis est battu deux jours plus tard, au deuxième tour, par l'Allemand Philipp Kohlschreiber (6-1, 7-6, 6-1). Le 28 août, il perd son premier match lors de l'US Open face au Belge Steve Darcis (6-3, 1-6, 1-6, 1-6).
En octobre 2012, il atteint les demi-finales de la Coupe du Kremlin, devenant le premier Tunisien à aller aussi loin dans un tournoi de première catégorie (ATP 250) du calendrier ATP ; il s'incline finalement contre l'Italien Andreas Seppi, tête de série numéro 2 (6-3, 6-1).
Le 25 février 2013, au premier tour de l'Open de Dubaï, il affronte Roger Federer, numéro deux mondial. Après avoir remporté le premier set, il perd finalement le match 7-5, 0-6, 2-6.
Fin 2013, le gouvernement tunisien lui interdit d'affronter Amir Weintraub au Challenger de Tachkent en raison de la nationalité israélienne de ce dernier et ce malgré l'amitié qui lie les deux joueurs licenciés dans le même club à Sarcelles en France, provoquant de nombreuses réactions négatives dans le monde du tennis à l'image de Selima Sfar.
Le 18 octobre 2015, il remporte le Challenger de Rennes en s'imposant en finale face au Néerlandais Igor Sijsling (5-7, 7-5, 6-4). Le 20 mars 2016, il remporte le Challenger de Guadalajara en s'imposant face au Français Stéphane Robert (5-7, 6-3, 7-6).
Le 10 avril 2016, il remporte le Challenger de Guadeloupe face à l'Américain Stefan Kozlov (en) (6-2, 6-4). Le 25 avril, il atteint le quart de finale au tournoi de Barcelone. Le 18 septembre 2016, il remporte le Challenger d'Istanbul en battant en finale l'Israélien Dudi Sela (1-6, 6-1, 6-0).
En janvier 2017, à l'Open d'Australie, il réalise la meilleure performance de sa carrière dans un tournoi du Grand Chelem, atteignant les seizièmes de finale (3e tour), où il est battu en quatre sets par l'Allemand Mischa Zverev (6-1, 4-6, 6-3, 6-0). Jaziri avait déjà rejoint ce stade de la compétition une première fois en 2015 mais avait été éliminé par l'Australien Nick Kyrgios.
Le 27 février 2018, il élimine Grigor Dimitrov, numéro quatre mondial, au premier tour de l'Open de Dubaï (4-6, 7-5, 6-4). Début mai, il se qualifie pour sa première finale sur le circuit ATP à Istanbul où il s'incline face à Taro Daniel (64-7, 4-6).
En septembre 2018, lors de l'US Open, dans le tournoi en double, il se qualifie avec son coéquipier, le Moldave Radu Albot, pour la demi-finale du tournoi. Ils y sont battus par le Polonais Łukasz Kubot et le Brésilien Marcelo Melo, paire classée tête de série numéro 7 et vainqueurs du tournoi en 2016.
En novembre 2021, il permet, avec Aziz Dougaz (en), à la sélection tunisienne de tennis de réaliser un exploit historique en accédant pour la première fois au groupe 1 de la Coupe Davis, après avoir remporté les play-offs face au Zimbabwe.
À la Coupe Davis 2022, il gagne le match double avec Skander Mansouri contre Pétros Tsitsipás et Michail Pervolarakis (en), mais l'équipe de Tunisie s'incline finalement face aux Grecs (1-3).
Il dispute son dernier tournoi ATP lors du tournoi de Dubaï, où il perd dès le premier tour contre l'Espagnol Alejandro Davidovich Fokina (6-2, 6-0).
Il participe à son dernier tournoi, lors du Challenger de Tunis, où il s'incline au premier tour contre Aziz Dougaz (6-3, 6-1), le 16 mai 2023, puis il s'incline en double avec son adversaire comme coéquipier contre la paire James McCabe (en) - Aziz Ouakaa (en) (6-2, 6-2) puis il abandonne en double le 19 juillet, au premier tour du tournoi Granby au Canada, avec son partenaire Maxime Janvier contre la paire Purav Raja et Divij Sharan (1-0).

## Palmarès ATP

### Finale en simple
| No | Date       | Nom et lieu du tournoi                  | Catégorie | Dotation  | Surface      | Vainqueur   | Score     |          |
| -- | ---------- | --------------------------------------- | --------- | --------- | ------------ | ----------- | --------- | -------- |
| 1  | 30-04-2018 | TEB BNP Paribas Istanbul Open, Istanbul | ATP 250   | 426 145 € | Terre (ext.) | Taro Daniel | 7-64, 6-4 | Parcours |

## Palmarès enChallenger

### En simple
Malek Jaziri a remporté huit titres Challenger en simple et disputé six autres finales.
| Résultat  | Date       | Tournoi                                               | Dotation  | Surface         | Adversaire en finale | Score          |
| --------- | ---------- | ----------------------------------------------------- | --------- | --------------- | -------------------- | -------------- |
| Finaliste | 08/08/2011 | Samarkand Challenger, Samarcande                      | 35 000 $  | Terre battue    | Denis Istomin        | 62-7, ab.      |
| Victoire  | 07/11/2011 | Geneva Challenger ATP, Genève                         | 64 000 €  | Dur (int.)      | Mischa Zverev        | 4-6, 6-3, 6-3  |
| Finaliste | 06/02/2012 | Open BNP Paribas Banque de Bretagne, Quimper          | 42 500 €  | Dur (int.)      | Igor Sijsling        | 3-6, 4-6       |
| Finaliste | 05/03/2012 | Shimadzu All Japan Indoor Tennis Championships, Kyoto | 35 000 $  | Moquette (int.) | Tatsuma Ito          | 7-65, 1-6, 2-6 |
| Finaliste | 12/03/2012 | ATP Challenger Pingguo, Pingguo                       | 50 000 $  | Dur             | Go Soeda             | 1-6, 6-3, 5-7  |
| Victoire  | 28/10/2013 | IPP Geneva Open, Genève                               | 64 000 €  | Dur (int.)      | Jan-Lennard Struff   | 6-4, 6-3       |
| Finaliste | 03/02/2014 | Challenger of Dallas, Dallas                          | 100 000 $ | Dur (int.)      | Steve Johnson        | 4-6, 4-6       |
| Finaliste | 15/09/2014 | Izmir Cup, Izmir                                      | 106 500 € | Dur             | Borna Ćorić          | 1-6, 7-67, 4-6 |
| Victoire  | 12/10/2015 | Open de Rennes, Rennes                                | 85 000 €  | Dur (int.)      | Igor Sijsling        | 5-7, 7-5, 6-4  |
| Victoire  | 14/03/2016 | Jalisco Open, Guadalajara                             | 100 000 $ | Dur             | Stéphane Robert      | 5-7, 6-3, 7-65 |
| Victoire  | 04/04/2016 | Open de Guadeloupe, Le Gosier                         | 100 000 $ | Dur             | Stefan Kozlov (en)   | 6-2, 6-4       |
| Victoire  | 12/09/2016 | American Express Istanbul Challenger, Istanbul        | 75 000 $  | Dur             | Dudi Sela            | 1-6, 6-1, 6-0  |
| Victoire  | 11/09/2017 | American Express Istanbul Challenger, Istanbul        | 75 000 $  | Dur             | Matteo Berrettini    | 7-64, 0-6, 7-5 |
| Victoire  | 19/03/2018 | PBT Cup Challenger Tour Qujing, Qujing                | 75 000 $  | Dur             | Blaž Rola            | 7-65, 6-1      |

### En double
Malek Jaziri a remporté cinq titres Challenger en double et disputé quatre autres finales.
| Résultat | Date       | Coéquipier          | Tournoi                    | Dotation | Surface      | Adversaires en finale              | Score    |
| -------- | ---------- | ------------------- | -------------------------- | -------- | ------------ | ---------------------------------- | -------- |
| Victoire | 29/08/2022 | Maxime Janvier (en) | Open de Toulouse, Toulouse | 45 730 € | Terre battue | Théo Arribagé Titouan Droguet (en) | 6-3, 7-6 |

## Parcours dans les tournois duGrand Chelem

### En simple
| Année | Open d'Australie | Open d'Australie | Internationaux de France | Internationaux de France | Wimbledon       | Wimbledon        | US Open         | US Open          |
| ----- | ---------------- | ---------------- | ------------------------ | ------------------------ | --------------- | ---------------- | --------------- | ---------------- |
| 2011  | —                | —                | —                        | —                        | —               | —                | 2e tour (1/32)  | Mardy Fish       |
| 2012  | —                | —                | 2e tour (1/32)           | M. Granollers            | 2e tour (1/32)  | P. Kohlschreiber | 1er tour (1/64) | Steve Darcis     |
|       |                  |                  |                          |                          |                 |                  |                 |                  |
| 2014  | —                | —                | —                        | —                        | 1er tour (1/64) | Gaël Monfils     | —               | —                |
| 2015  | 3e tour (1/16)   | Nick Kyrgios     | 1er tour (1/64)          | Andrey Kuznetsov         | 1er tour (1/64) | James Duckworth  | 1er tour (1/64) | John Isner       |
| 2016  | 1er tour (1/64)  | Tommy Robredo    | 2e tour (1/32)           | Tomáš Berdych            | 1er tour (1/64) | Steve Johnson    | 1er tour (1/64) | R. Berankis      |
| 2017  | 3e tour (1/16)   | Mischa Zverev    | 1er tour (1/64)          | Kevin Anderson           | 1er tour (1/64) | Lucas Pouille    | 2e tour (1/32)  | John Millman     |
| 2018  | 2e tour (1/32)   | Gilles Müller    | 2e tour (1/32)           | Richard Gasquet          | 1er tour (1/64) | Jared Donaldson  | 1er tour (1/64) | P. Carreño Busta |
| 2019  | 1er tour (1/64)  | Ilya Ivashka     | 1er tour (1/64)          | Oscar Otte               | 1er tour (1/64) | Denis Kudla      | —               | —                |

N.B. : à droite du résultat se trouve le nom de l'ultime adversaire.

### En double messieurs
| Année | Open d'Australie                                                                        | Open d'Australie                                                                       | Internationaux de France                                                                 | Internationaux de France                                                                | Wimbledon                                                                            | Wimbledon                                                                        | US Open | US Open |
| ----- | --------------------------------------------------------------------------------------- | -------------------------------------------------------------------------------------- | ---------------------------------------------------------------------------------------- | --------------------------------------------------------------------------------------- | ------------------------------------------------------------------------------------ | -------------------------------------------------------------------------------- | ------- | ------- |
| 2012  | —                                                                                       | —                                                                                      | —                                                                                        | —                                                                                       | 1er tour (1/32) M. Felder \|\| style="text-align:left;" \| M. Bhupathi R. Bopanna    | —                                                                                | —       |         |
|       |                                                                                         |                                                                                        |                                                                                          |                                                                                         |                                                                                      |                                                                                  |         |         |
| 2015  | 1er tour (1/32) A. Shamasdin \|\| style="text-align:left;" \| R. Lindstedt M. Matkowski | —                                                                                      | —                                                                                        | 2e tour (1/16) G. García-López \|\| style="text-align:left;" \| M. Daniell M. Demoliner | —                                                                                    | —                                                                                |         |         |
| 2016  | —                                                                                       | —                                                                                      | 1er tour (1/32) M. Elgin \|\| style="text-align:left;" \| J. Knowle F. Mayer             | 2e tour (1/16) Lukáš Rosol \|\| style="text-align:left;" \| Bob Bryan Mike Bryan        | 1er tour (1/32) H. Podlipnik \|\| style="text-align:left;" \| Brian Baker M. Daniell |                                                                                  |         |         |
| 2017  | 1er tour (1/32) S. Robert \|\| style="text-align:left;" \| Ivan Dodig M. Granollers     | 2e tour (1/16) A. Seppi \|\| style="text-align:left;" \| Ivan Dodig M. Granollers      | 1er tour (1/32) M. Baghdatís \|\| style="text-align:left;" \| I. Bozoljac Flavio Cipolla | 2e tour (1/16) A. Kuznetsov \|\| style="text-align:left;" \| Steve Darcis Dudi Sela     |                                                                                      |                                                                                  |         |         |
| 2018  | —                                                                                       | —                                                                                      | —                                                                                        | —                                                                                       | 1er tour (1/32) Radu Albot \|\| style="text-align:left;" \| Divij Sharan Artem Sitak | 1/2 finale Radu Albot \|\| style="text-align:left;" \| Łukasz Kubot Marcelo Melo |         |         |
| 2019  | 1/8 de finale Radu Albot \|\| style="text-align:left;" \| Henri Kontinen John Peers     | 1er tour (1/32) Radu Albot \|\| style="text-align:left;" \| M. Kukushkin Joran Vliegen | 1er tour (1/32) Radu Albot \|\| style="text-align:left;" \| Rajeev Ram Joe Salisbury     | 2e tour (1/16) Radu Albot \|\| style="text-align:left;" \| Jérémy Chardy Fabrice Martin |                                                                                      |                                                                                  |         |         |

N.B. : le nom du partenaire se trouve sous le résultat ; les noms des ultimes adversaires se trouvent à droite.

## Parcours dans lesMasters 1000
| Année | Indian Wells            | Miami                 | Monte-Carlo           | Madrid | Rome               | Canada              | Cincinnati           | Shanghai                   | Paris                   |
| ----- | ----------------------- | --------------------- | --------------------- | ------ | ------------------ | ------------------- | -------------------- | -------------------------- | ----------------------- |
| 2014  | —                       | 1er tour A. González  | —                     | —      | —                  | 2e tour Marin Čilić | —                    | 1/8 de finale Gilles Simon | —                       |
| 2015  | 2e tour Gilles Simon    | 1er tour S. Darcis    | —                     | —      | —                  | —                   | —                    | —                          | —                       |
| 2016  | —                       | —                     | —                     | —      | —                  | —                   | 1er tour J. Millman  | —                          | —                       |
| 2017  | 1/8 de finale Jack Sock | 3e tour S. Wawrinka   | 1er tour Gilles Simon | —      | —                  | —                   | —                    | —                          | —                       |
| 2018  | —                       | —                     | —                     | —      | 1er tour K. Edmund | —                   | 2e tour Milos Raonic | —                          | 1/8 de finale Jack Sock |
| 2019  | 2e tour Gilles Simon    | 1er tour Daniel Evans | 1er tour D. Lajović   | —      | —                  | —                   | —                    | —                          | —                       |

N.B. : sous le résultat se trouve le nom de l’ultime adversaire.

## Parcours aux Jeux olympiques

### 2012
| Compétition      | 1er tour (1/32)           | 2e tour (1/16)      | 1/8 de finale       | 1/4 de finale       | 1/2 finale          | Finale              |      |
| ---------------- | ------------------------- | ------------------- | ------------------- | ------------------- | ------------------- | ------------------- | ---- |
| Compétition      | Adversaire Résultat       | Adversaire Résultat | Adversaire Résultat | Adversaire Résultat | Adversaire Résultat | Adversaire Résultat | Rang |
| Simple messieurs | Lu Yen-hsun 7-6, 4-6, 6-3 | John Isner 6-7, 2-6 | -                   | -                   | -                   | -                   | 17e  |

### 2016
| Compétition      | 1er tour (1/32)                  | 2e tour (1/16)      | 1/8 de finale       | 1/4 de finale       | 1/2 finale          | Finale              |      |
| ---------------- | -------------------------------- | ------------------- | ------------------- | ------------------- | ------------------- | ------------------- | ---- |
| Compétition      | Adversaire Résultat              | Adversaire Résultat | Adversaire Résultat | Adversaire Résultat | Adversaire Résultat | Adversaire Résultat | Rang |
| Simple messieurs | Jo-Wilfried Tsonga 6-4, 5-7, 3-6 | -                   | -                   | -                   | -                   | -                   | -    |

## Victoires sur le top 10
Toutes ses victoires sur des joueurs classés dans le top 10 de l'ATP lors de la rencontre.
| Légende         |
| Grand Chelem    |
| Masters         |
| Jeux olympiques |
| Masters 1000    |
| 500 Series      |
| 250 Series      |
| Coupe Davis     |

| # | M.J.   | Tournoi  | Année | Surface      | Adversaire       | Rang | Tour | Score          |
| - | ------ | -------- | ----- | ------------ | ---------------- | ---- | ---- | -------------- |
| 1 | no 117 | Dubaï    | 2018  | Dur          | Grigor Dimitrov  | no 4 | 1/16 | 4-6, 7-5, 6-4  |
| 2 | no 78  | Istanbul | 2018  | Terre battue | Marin Čilić      | no 4 | 1/16 | 6-4, 6-2       |
| 3 | no 61  | Pékin    | 2018  | Dur          | Alexander Zverev | no 5 | 1/8  | 7-64, 2-6, 6-4 |

## Classements ATP en fin de saison
| Année          | 2002 | 2003 | 2004 | 2005 | 2006 | 2007 | 2008 | 2009 | 2010 | 2011 | 2012 | 2013 | 2014 | 2015 | 2016 | 2017 | 2018 | 2019 | 2020 | 2021 | 2022 |
| Rang en simple | 1066 | 1030 | 531  | 338  | 576  | 689  | 693  | 318  | 341  | 118  | 118  | 171  | 76   | 103  | 58   | 98   | 45   | 203  | 249  | 303  | 435  |
| Rang en double | 1417 | 657  | 744  | 656  | 1631 | 1381 | 773  | 789  | 918  | 220  | 614  | 261  | 368  | 316  | 356  | 207  | 100  | 172  | 310  | 313  | 246  |

Source : (en) Classements de Malek Jaziri sur le site officiel de la Fédération internationale de tennis

## Autres compétitions
- Médaille d'or en simple messieurs à la coupe d'Afrique des nations de 2009 au Caire
- Médaille d'or en équipe mixte à la coupe d'Afrique des nations de 2005 à Tunis
- Médaille d'argent en double messieurs avec Mohamed Haythem Abid aux Jeux méditerranéens de 2013 à Mersin
- Médaille d'argent en simple messieurs à la coupe d'Afrique des nations de 2010 à Tripoli
- Médaille d'argent en équipe messieurs à la coupe d'Afrique des nations de 2010 à Tripoli
- Médaille d'argent en double messieurs avec Heithem Abid à la coupe d'Afrique des nations de 2009 au Caire
- Médaille d'argent en équipe messieurs à la coupe d'Afrique des nations de 2009 au Caire
- Médaille d'argent en double messieurs avec Heithem Abid à la coupe d'Afrique des nations de 2008 à Casablanca
- Médaille d'argent en simple messieurs à la coupe d'Afrique des nations de 2005 à Tunis
- Médaille d'argent en double messieurs avec Fares Zaier à la coupe d'Afrique des nations de 2005 à Tunis
- Médaille de bronze en équipe messieurs à la coupe d'Afrique des nations de 2008 à Casablanca
- Médaille de bronze en simple messieurs aux Jeux méditerranéens de 2013 à Mersin